# Xyris rigida
Xyris rigida är en gräsväxtart som beskrevs av Carl Sigismund Kunth. Xyris rigida ingår i släktet Xyris och familjen Xyridaceae. Inga underarter finns listade i Catalogue of Life.